# 1999 (szám)
Az 1999 (római számmal: MCMXCIX) az 1998 és 2000 között található természetes szám.

## A matematikában
A tízes számrendszerbeli 1999-es a kettes számrendszerben 11111001111, a nyolcas számrendszerben 3717, a tizenhatos számrendszerben 7CF alakban írható fel.
Az 1999 páratlan szám, prímszám. Kanonikus alakja 19991, normálalakban az 1,999 · 103 szorzattal írható fel. Két osztója van a természetes számok halmazán, ezek növekvő sorrendben: 1 és 1999.
Az 1997-tel ikerprímek. Pillai-prím.
Középpontos háromszögszám.
56 különböző szám valódiosztó-összegeként áll elő, ezek közül a legkisebb a 9965.

## A kultúrában
Az 1999 Prince ötödik nagylemeze.